# 綾瀬神社
綾瀬神社（あやせじんじゃ）は、東京都足立区の神社。

## 歴史
1755年（宝暦5年）に創建された。元々は「氷川神社」と称しており、伊藤谷村の鎮守であった。安政大地震と関東大震災で倒壊し、その都度再建されている。
昭和中期、老朽化が甚だしかったため、当地のもう一つの神社で、氷川神社と同年に創建された「胡録神社」を合併し、1975年（昭和50年）に「綾瀬神社」に改称した。

## 境内神社
- 稲荷神社
- 三峯神社

## 交通アクセス
- 綾瀬駅より徒歩3分。